# William Alves Boys
Pour les articles homonymes, voir William Boys et Boys.
William Alves Boys (9 juillet 1868-20 février 1938) est un homme politique canadien de l'Ontario. Il est député fédéral conservateur de la circonscription ontarienne de Simcoe-Sud de 1912 à 1925 et de Simcoe-Nord de 1925 à 1930.

## Biographie
Né à Barrie en Ontario, Boys sert comme maire de la ville de 1902 à 1904. Il sert également comme commissaire du comté de Simcoe de 1905 à 1906.
Élu député à la suite d'une élection partielle en 1912, il sert comme whip du parti conservateur de 1921 à 1926 et whip du gouvernement en 1926.